# Ricardo Carvalho
Ricardo Alberto Silveira de Carvalho (Amarante, 1978. május 18. –) portugál válogatott labdarúgó. Posztját tekintve hátvédként szerepelt.
Felnőtt karrierjét az egyik legsikeresebb portugál csapatban, az FC Portóban kezdte. Hét évet töltött itt, mégis csak hetvennégy mérkőzésen lépett pályára. 1997-től 2001-ig csapata folyamatosan kölcsönadta, sorrendben a Leça, a Vitória Setúbal és az Alverca csapatainak. A Portóval háromszoros bajnok, kupa- és szuperkupa-győztes, ezenkívül Bajnokok Ligája és UEFA kupa-győztesnek is mondhatja magát. A BL-győzelem után ő lett a sorozat legjobb hátvédje.
2004-ben edzőjével, José Mourinhóval és több más portugál játékossal együtt a Chelsea-hez szerződött. A vételára 30 millió font volt. A londoni csapattal három-három alkalommal lett bajnok és kupagyőztes, a szuperkupát és a ligakupát kétszer-kétszer sikerült megnyernie. 2008-ban csapattársai a szezon legjobbjának választották.
2010 augusztusa óta hat Chelsea-nél töltött év után 6,6 millió £ vételárért cserébe a spanyol Real Madrid játékosa lett, így ismét együtt dolgozhatott korábbi edzőjével, Mourinhóval.
A válogatottban 2003-ban mutatkozott be. 2010-ig négy tornán, a 2004-es Európa-bajnokságon, a 2006-os vb-n, a 2008-as Eb-n és a 2010-es vb-n szerepelt. Legjobb eredménye a 2016-os Eb-döntő, ahol Portugáliával megnyerték a sorozatot.

## Pályafutása

### Porto
Carvalho Amarante-ban született és ott kezdett el focizni a helyi Amarante Futebol Clubban. 1996-ban csatlakozott a Porto utánpótlás-akadémiájához. A következő szezonban felnőtt mérkőzésen is bemutatkozhatott, majd kölcsönadták a Leça FC, jelenleg a negyedosztályban szereplő csapatnak. Bár a következő idényben visszatért Portóba, mindössze egy meccsen kapott játéklehetőséget, így ismét kölcsönadták, előbb a Vitória Setúbalnak, majd az Alvercának. A 2001-02-es szezontól kezdve már nem adták többször kölcsön, ő lett a harmadik számú jelölt a középső védő posztjára, Jorge Costa és Jorge Andrade mögött. Jorge Costa 2002 áprilisában öt hónapra a Charltonhoz került kölcsönbe, így Carvalho kezdő lehetett. A szezon során huszonöt mérkőzésen lépett pályára.
A következő szezonban Costa visszatért, míg Andrade a Deportivóhoz igazolt. Ekkor ismét úgy tűnt, hogy leginkább csak csere lesz Costa és Pedro Emanuel mögött, ám a szezon közben mutatott jó formája révén egyre többet játszott. Év végén megnyerte első nemzetközi trófeáját, amikor a Porto az UEFA-kupa döntőjében a Celtic együttese felett diadalmaskodott 3–2 arányban. Jó teljesítményének köszönhetően ő lett az év játékosa is.
A 2003–04-es szezon rendkívül jól sikerült számára. Csapatával másodszor is portugál bajnok lett, emellett a meglepetéscsapatok döntőjében, a Monaco felett aratott 3–0-s győzelemmel a BL-serleget is elhódította. Carvalho minden meccsen, így a döntőben is játszott. A szezon végén ő lett a legjobb hátvéd, valamint bekerült az UEFA év csapatába is. Tagja volt annak az ötven játékosnak is, amelyet az Aranylabdára jelöltek, itt kilencedik lett.
Meghívót kapott a válogatottba is, amely az Európa-bajnokságon egészen a döntőig jutott. A kontinenstornán Carvalho bekerült az álomcsapatba. Nyáron több sztárcsapat, köztük például a Real Madrid is szerette volna leigazolni, ám a „királyi gárda” által kínált hétmillió fontot a Porto nem fogadta el, végül a Chelsea igazolta le 19,85 millió fontért.

### Chelsea
Carvalhóval egyidőben szerződött a Chelsea-hez csapattársa, Paulo Ferreira, és vezetőedzője, José Mourinho. Első szezonja rendkívül jól sikerült, a Chelsea ugyanis ötven év után első bajnoki címét szerezte, valamint megnyerte a Ligakupát is. Első gólját a Norwich ellen szerezte. A szakértők szerint a Chelsea győzelmében nagy szerepe volt Carvalhónak és a másik belső védőnek, a csapatkapitány John Terrynek.
A 2005–06-os szezon nem kezdődött jól számára. Amiért kritizálta Mourinho válogatási elveit, az kihagyta őt a kezdőcsapatból az Arsenal ellen, valamint nyolcvanötezer fontra büntette. A későbbi időkre ez nem volt hatással, bár szeptember hónap folyamán nem minden alkalommal volt a kezdőcsapat tagja. Első gólját a szezonban a Real Betis ellen szerezte a Bajnokok Ligája csoportkörében. Később folytatta jó sorozatát, az Anderlecht ellen ismét betalált. Januárban, egy Charlton elleni mérkőzésen, megkapta Chelsea-s pályafutása első piros lapját, miután egy hátulról történő becsúszás után, amelyet Darren Bent ellen követett el, megkapta második sárga lapját is. Szezonbeli harmadik gólját pont a Chelsea legnagyobb riválisa, a Manchester United ellen szerezte. A meccset a „kékek” 3–0-ra nyerték, bebiztosítva ezzel ismételt bajnoki címüket.
A következő idény során újra gólt rúgott a Manchesternek, amivel 1–1-re alakította az állást, fontos pontot szerezve csapatának. Április 17-én, a Tottenham ellen nagy gólt lőtt, mintegy harminc méterről talált be Paul Robinson kapujába. Spurs elleni győzelmének köszönhetően a Chelsea ekkor három pontra megközelítette az élen álló Manchestert. Három héttel később a Bolton ellen megsérült, így kihagyni kényszerült mind a Liverpool elleni Bajnokok Ligája-elődöntőt, mind a kupadöntőt, amelyet egyébként Didier Drogba hosszabbításban szerzett góljával a Chelsea nyert meg. Május 17-én, éppen huszonkilencedik születésnapján, öt évvel hosszabbította meg lejáró szerződését. A szezon végeztével több elismerésben is részesült, többek között esélye volt, hogy megnyerje a Chelsea év játékosa-elismerést is, ám ez végül Michael Essienhez került.
A soron következő szezonban ismét rendkívül jó formában játszott. José Mourinho távozása után a Real Madrid megint megpróbálta őt leszerződtetni. Egy madridi forrás szerint a transzfer korábban Carvalho és Mourinho jó kapcsolata miatt nem jöhetett létre. Ám hiába nem dolgoztak már együtt, Carvalho végül nem hagyta el a Chelsea-t. Az Aston Villa elleni mérkőzésen, egy Gabriel Agbonlahor ellen elkövetett brutális szabálytalanságért ismét kiállításra került. Ebben a szezonban először pont a jubileumi, százötvenedik meccsén talált be, ráadásul a Middlesbrough elleni találata egyben győzelmet is jelentett. Április 26-án századik bajnoki meccsét is lejátszotta. A Manchester United elleni mérkőzés nem sikerült jól számára, mert bár a Chelsea 2–1-re nyerni tudott, az egyetlen United-gól pont az ő hibájából született. Végigjátszotta a csapat történetének első BL-döntőjét is. A 120 perc alatt egy sárga lapot kapott. A döntőt végül a Manchester United nyerte tizenegyesekkel, 6–5 arányban. Év végén ő lett a csapattársak által legjobbnak választott Chelsea-játékos, megelőzve Michael Ballackot és Joe Cole-t.

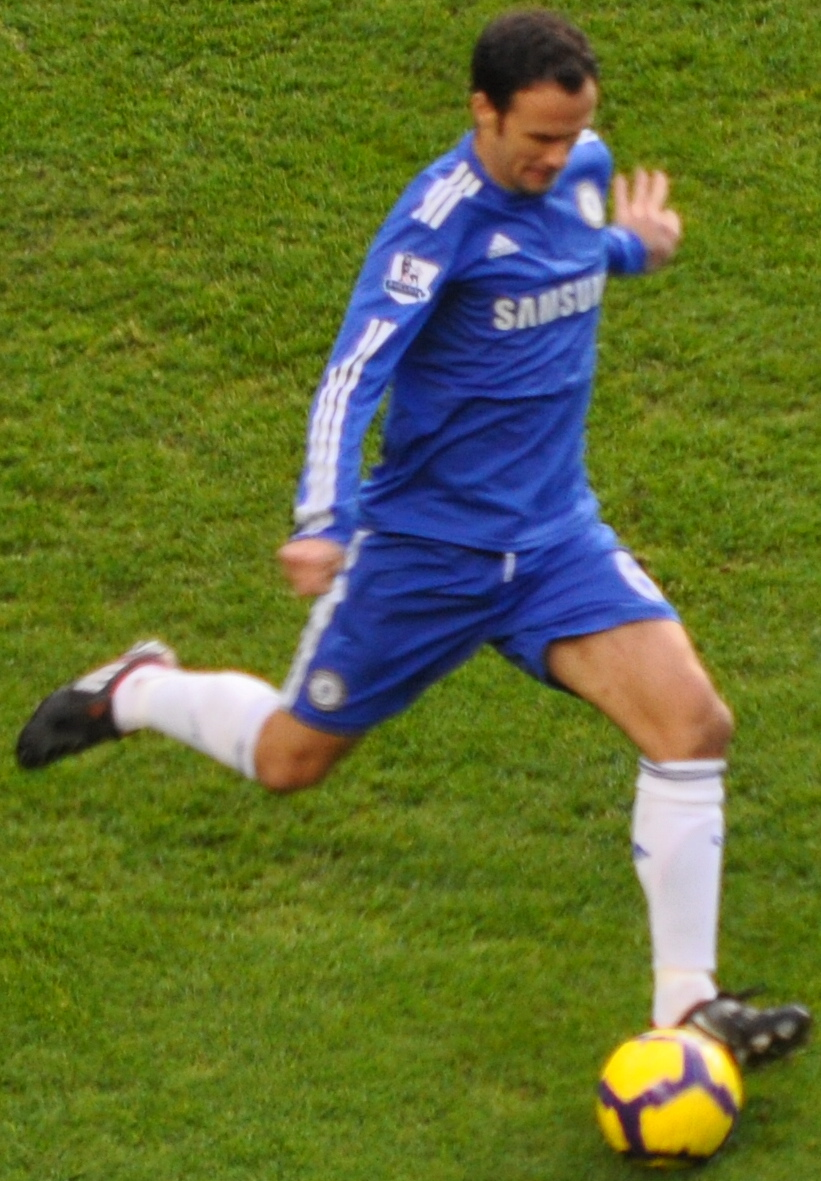
Ricardo Carvalho egy bajnokin, a Fulham ellen, 2009-ben

Luiz Felipe Scolari menesztésével a 2008–09-es szezon nagy részében a cserepadra került, ugyanis az új menedzser, Guus Hiddink az ő posztján inkább Alexet szerepeltette. Emiatt, valamint egy térdsérülés következtében, mindössze tizennyolc alkalommal lépett pályára, ebből kétszer csereként, ezeken egy gólt szerzett.
2009 nyarán kijelentette, hogy az Internazionaléhez szeretne igazolni, hogy együtt dolgozhasson José Mourinhóval. Nyilatkozatában elmondta, hogy az első négy itt töltött idénye csodálatos volt, azonban a 2008–09-es szezon során már több nehézséggel kellett szembenéznie. Végül maradt.
Az új vezetőedző, Carlo Ancelotti kinevezésével szép lassan visszaszerezte helyét a kezdőcsapatban. A szuperkupa-döntőn ő lett a meccs legjobbja. A trófeát végül a Chelsea tizenegyesekkel szerezte meg. December 20-án, Chelsea-játékosként került sor kétszázadik fellépésére. Az ellenfél a West Ham volt, a végeredmény 1–1 lett. Márciusban, a Portsmouth ellen súlyosnak tűnő bokasérülést szenvedett, ám végül nem kellett emiatt sokat kihagynia. Egy ideig azonban csapatának mindössze két bevethető belső védője maradt Alex és Terry személyében, és veszélyben volt világbajnoki szereplése is. A sérülés miatt néhány fontos meccset ki kellett hagynia, így például a bajnoki címet bebiztosító győzelmet a Wigan ellen, vagy a kupadöntőt, amelyet a Chelsea végül Drogba góljával nyert meg. Ezzel a klub története során először tudott duplázni.

### Real Madrid
2010. augusztus 10-én jelentették be, hogy a Real Madrid leigazolta Carvalhót. A felek kettő plusz egyéves szerződést kötöttek, az átigazolás nyolcmillió euróba került a klubnak. Így ismét együtt dolgozhat José Mourinhóval, aki korábban a Portónál, és egy ideig a Chelsea-nél is tréner volt. Az újbóli közös munkának Carvalho rendkívül örült.
Első meccsét a Bayern München elleni felkészülési meccsen, Franz Beckenbauer „búcsúmeccsén” játszotta. A bajnokságban augusztus 29-én debütált a Mallorca ellen, első gólját már a 2. meccsén megszerezte, szeptember 7-én az Osasuna ellen jegyzett győztes találatot.
2010. október 19-én nagyon izgalmas 2010–11-es UEFA-bajnokok ligája G csoport mérkőzésén a királyi gárda győzött az AC Milan ellen a Santiago Bernabéu stadionban. Ezen a mérkőzésen Carvalhot választották a mérkőzés játékosának a spanyol újságírók. November 7-én, az Atlético Madrid ellen ismét gólt szerzett, és ismét ő lett a mezőny legjobbja. Első kiállítására a Sevilla ellen került sor, miután egy Álvaro Negredo elleni szabálytalanság után megkapta második sárga lapját is. Később a szezon hátralévő részében szinte mindig kezdő volt, és a szezon végén megszerezte első madridi trófeáját, miután a Copa del Rey döntőjében a Real legyőzte a Barcelonát.

### Shanghai SIPG
2017. január 9-én írt alá a kínai Shanghai SIPG csapatához, akik ingyen szerezték meg a szabadon igazolható Eb-győztes játékost. 2019 ben újította meg a szerződését.

### Válogatott

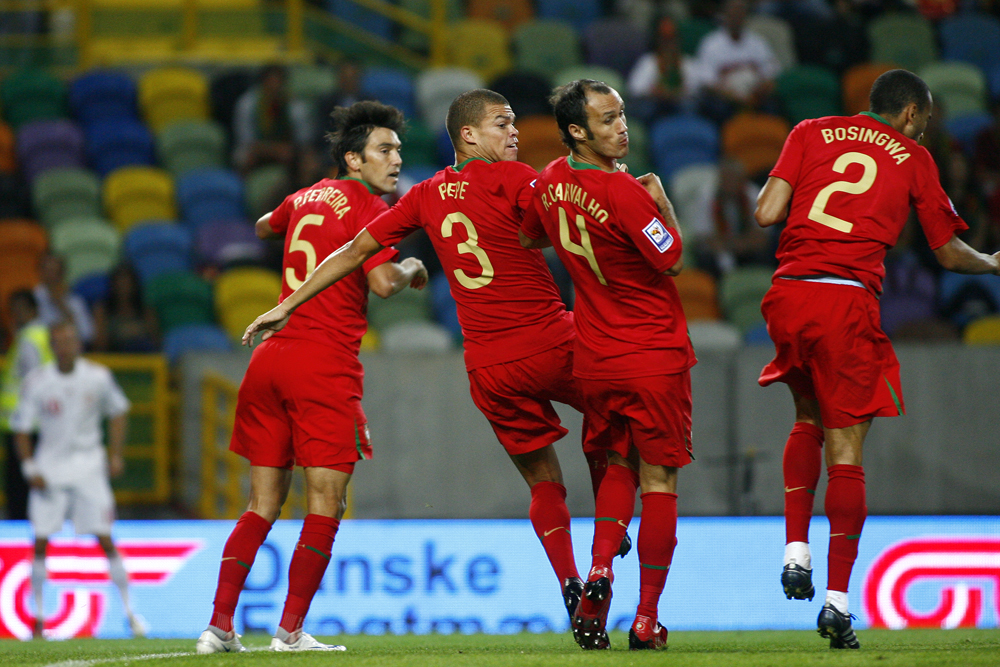
Paulo Ferreira, Pepe, Ricardo Carvalho és Bosingwa Dánia ellen, vb-selejtező mérkőzésen.

Carvalho első mérkőzését 2003. november 11-én, az albán nemzeti csapat ellen játszotta. A 2004-es Európa-bajnokságon már kulcsembere volt csapatának. A második csoportmérkőzésen került be a kezdőcsapatba, a halványabb teljesítményt nyújtó Fernando Couto helyére. A torna után bekerült az álomcsapatba is, csapattársaival, Maniche-sal, Luís Figóval és Cristiano Ronaldóval együtt. Carvalho mind a hat meccsen játszott.
Következő nagy tornája a 2006-os németországi világbajnokság volt. A negyeddöntőben, Anglia ellen fontos szerepet játszott a meccs kimenetelének alakulásában. Wayne Rooneyt ugyanis egy ellene elkövetett szabálytalanság után állította ki Héctor Elizondo játékvezető. Az angol sajtó szerint ebben nagy szerepe volt Rooney manchesteri csapattársának, Cristiano Ronaldónak is, aki szerintük befolyásolta a bírót döntésében. A franciák elleni elődöntőben, az általa elkövetett szabálytalanság miatt megítélt tizenegyesből szerzett gólt Zinédine Zidane. Több gól nem esett, így a franciák jutottak a döntőbe. A büntetőt érő szabálytalanság után később ki is állították, így kihagyni kényszerült a bronzmérkőzést Németország ellen, amit egyébként a házigazda meg is nyert. A vb végeztével ismét bekerült annak All Star-csapatába.
A soron következő 2008-as Európa-bajnokságon ismét tagja volt a válogatottnak. A négy meccsből hármon is játéklehetőséget kapott, a végállomást Portugália számára a negyeddöntő és Németország jelentette.
A 2010-es világbajnokságon ugyancsak szerepelt. Portugáliának ismét négy meccs jutott, és amíg a csapat versenyben volt, Carvalho a torna minden percét végigjátszotta. A csapatot a nyolcaddöntőben a később világbajnoki címet szerző Spanyolország állította meg.

### Válogatott góljai
| #  | Dátum               | Helyszín                              | Ellenfél     | Gólja | Végeredmény | Kiírás               |
| -- | ------------------- | ------------------------------------- | ------------ | ----- | ----------- | -------------------- |
| 1. | 2005. szeptember 3. | Estádio Algarve, Faro, Portugália     | Luxemburg    | 2–0   | 6–0         | 2006-os vb-selejtező |
| 2. | 2006. szeptember 1. | Brondby Stadion, Brondby, Dánia       | Dánia        | 1–1   | 4–2         | Barátságos mérkőzés  |
| 3. | 2006. október 7.    | Estadio do Bessa, Porto, Portugália   | Azerbajdzsán | 2–0   | 3–0         | 2008-as Eb-selejtező |
| 4. | 2007. február 7.    | Emirates Stadion, London, Anglia      | Brazília     | 0–2   | 0–2         | Barátságos mérkőzés  |
| 5. | 2015. március 29.   | Estádio da Luz, Lisszabon, Portugália | Szerbia      | 1–0   | 2–1         | 2016-os Eb-selejtező |

## Játékstílusa
Carvalho teljes pályafutása során középhátvédként játszott. Bár nem olyan robusztus testalkatú, mint sok, a posztján szereplő labdarúgó, ezt gyorsaságával és jó fejjátékával kompenzálja. Többször hasonlították a Milan legendás olasz védőjéhez, Franco Baresihez.
Alkatáról és a különbségekről közte és az angol hátvédek között, egy alkalommal így nyilatkozott:
A Manchester United több, jóval magasabb játékosa ellenében nyert már meg fejpárbajt. Itt Rio Ferdinand (189 cm) és Nemanja Vidić (188 cm) szerepel a védelem közepén, Carvalho ellenük mégis három alkalommal is gólt tudott szerezni.

## Magánélete
Nős, felesége Carina. Egy gyermek édesapja, akit Rodrigonak hívnak.

## Pályafutása statisztikái

### Klub
| Klub                                 | Bajnokság          | Szezon             | Bajnokság | Bajnokság | Kupa  | Kupa | Ligakupa | Ligakupa | Európa | Európa | Egyéb | Egyéb | Összesen | Összesen |
| Klub                                 | Bajnokság          | Szezon             | Mérk.     | Gól       | Mérk. | Gól  | Mérk.    | Gól      | Mérk.  | Gól    | Mérk. | Gól   | Mérk.    | Gól      |
| ------------------------------------ | ------------------ | ------------------ | --------- | --------- | ----- | ---- | -------- | -------- | ------ | ------ | ----- | ----- | -------- | -------- |
| Porto                                | Primiera Liga      | 1998–99            | 1         | 0         | 0     | 0    | –        | –        | 0      | 0      | 0     | 0     | 1        | 0        |
| Porto                                | Primiera Liga      | Összesen           | 1         | 0         | 0     | 0    | –        | –        | 0      | 0      | 0     | 0     | 1        | 0        |
| Vitória de Setúbal                   | Primiera Liga      | 1999–00            | 25        | 2         | 2     | 0    | –        | –        | –      | –      | –     | –     | 27       | 2        |
| Vitória de Setúbal                   | Primiera Liga      | Összesen           | 25        | 2         | 2     | 0    | –        | –        | –      | –      | –     | –     | 27       | 2        |
| Alverca                              | Primiera Liga      | 2000–01            | 29        | 1         | 3     | 0    | –        | –        | –      | –      | –     | –     | 32       | 1        |
| Alverca                              | Primiera Liga      | Összesen           | 29        | 1         | 3     | 0    | –        | –        | –      | –      | –     | –     | 32       | 1        |
| Porto                                | Primiera Liga      | 2001–02            | 25        | 0         | 2     | 0    | –        | –        | 10     | 0      | –     | –     | 37       | 0        |
| Porto                                | Primiera Liga      | 2002–03            | 18        | 1         | 6     | 0    | –        | –        | 7      | 0      | 1     | 0     | 32       | 1        |
| Porto                                | Primiera Liga      | 2003–04            | 29        | 2         | 3     | 0    | –        | –        | 13     | 1      | 1     | 0     | 46       | 3        |
| Porto                                | Primiera Liga      | Összesen           | 72        | 3         | 11    | 0    | –        | –        | 30     | 1      | 2     | 0     | 115      | 4        |
| Chelsea                              | Premier League     | 2004–05            | 25        | 1         | 1     | 0    | 3        | 0        | 10     | 0      | –     | –     | 39       | 1        |
| Chelsea                              | Premier League     | 2005–06            | 24        | 1         | 3     | 0    | 0        | 0        | 8      | 2      | 0     | 0     | 35       | 3        |
| Chelsea                              | Premier League     | 2006–07            | 31        | 3         | 5     | 1    | 4        | 0        | 10     | 0      | 1     | 0     | 51       | 4        |
| Chelsea                              | Premier League     | 2007–08            | 21        | 1         | 2     | 0    | 4        | 0        | 10     | 0      | 1     | 0     | 38       | 1        |
| Chelsea                              | Premier League     | 2008–09            | 12        | 1         | 2     | 0    | 0        | 0        | 4      | 0      | –     | –     | 18       | 1        |
| Chelsea                              | Premier League     | 2009–10            | 22        | 0         | 1     | 0    | 0        | 0        | 5      | 0      | 1     | 1     | 29       | 1        |
| Chelsea                              | Premier League     | Összesen           | 135       | 7         | 14    | 1    | 11       | 0        | 47     | 2      | 3     | 1     | 210      | 11       |
| Real Madrid                          | La Liga            | 2010–11            | 33        | 3         | 6     | 0    | –        | –        | 9      | 0      | –     | –     | 48       | 3        |
| Real Madrid                          | La Liga            | 2011–12            | 7         | 0         | 1     | 0    | –        | –        | 2      | 0      | 2     | 0     | 12       | 0        |
| Real Madrid                          | La Liga            | Összesen           | 40        | 3         | 7     | 0    | 0        | 0        | 11     | 0      | 2     | 0     | 60       | 3        |
| Karrierje összesen                   | Karrierje összesen | Karrierje összesen | 324       | 17        | 39    | 1    | 11       | 0        | 88     | 3      | 7     | 1     | 469      | 22       |
| Utoljára frissítve: 2012. március 4. |                    |                    |           |           |       |      |          |          |        |        |       |       |          |          |

### Válogatott
| Válogatott                            | Év       | Mérkőzés | Gól |
| ------------------------------------- | -------- | -------- | --- |
| Portugália                            | 2003     | 1        | 0   |
| Portugália                            | 2004     | 14       | 0   |
| Portugália                            | 2005     | 7        | 1   |
| Portugália                            | 2006     | 13       | 2   |
| Portugália                            | 2007     | 5        | 1   |
| Portugália                            | 2008     | 9        | 0   |
| Portugália                            | 2009     | 11       | 0   |
| Portugália                            | 2010     | 12       | 0   |
| Portugália                            | 2011     | 3        | 0   |
| Portugália                            | 2014     | 3        | 0   |
| Portugália                            | 2015     | 5        | 1   |
| Portugália                            | 2016     | 6        | 0   |
| Összesen                              | Összesen | 89       | 5   |
| Utoljára frissítve: 2011. március 30. |          |          |     |

### Válogatott góljai
| #  | Időpont             | Helyszín                           | Ellenfél     | Állás | Végeredmény | Kiírás       | Forrás |
| -- | ------------------- | ---------------------------------- | ------------ | ----- | ----------- | ------------ | ------ |
| 1. | 2005. szeptember 3. | Estádio Algarve, Faro, Portugália  | Luxemburg    | 2–0   | 6–0         | vb-selejtező | [ 79 ] |
| 2. | 2006. szeptember 1. | Brøndby Stadion, Koppenhága, Dánia | Dánia        | 1–1   | 4–2         | Barátságos   | [ 80 ] |
| 3. | 2006. október 7.    | Bessa XXI, Porto, Portugália       | Azerbajdzsán | 2–0   | 3–0         | Eb-selejtező | [ 81 ] |
| 4. | 2007. február 7.    | Emirates Stadion, London, Anglia   | Brazília     | 0–2   | 0–2         | Barátságos   | [ 82 ] |

## Sikerei, díjai

### Porto
- Portugál bajnokság: 1998–1999, 2002–2003, 2003–2004
- Portugál kupa: 2002–2003
- Portugál szuperkupa: 2003, 2004
- Bajnokok Ligája: 2003–2004
- UEFA-kupa: 2002–2003

### Chelsea
- Angol bajnokság: 2004–2005, 2005–2006, 2009–2010
- Angol kupa: 2006–2007, 2008–2009, 2009–2010
- Angol szuperkupa: 2005, 2009

### Real Madrid
- Spanyol kupa: 2010–11
- Spanyol bajnokság: 2011–12

### Válogatott
- Európa-bajnokság, ezüstérem: 2004
- Európa-bajnok: 2016

### Egyéni
- Az év portugál labdarúgója: 2003
- UEFA év hátvédje: 2004
- UEFA-év csapata: 2004
- Eb All Star-csapat: 2004
- Vb All Star-csapat: 2006
- Chelsea év játékosa: 2008

## Külső hivatkozások
- Ricardo Carvalho pályafutásának statisztikái a Soccerbase oldalon (angolul)

- BBC profil Archiválva 2007. január 16-i dátummal a Wayback Machine-ben
- Chelsea FC website
- Ricardo Carvalho (angol,kínai nyelven). sipg-fc.com